# Stuprör

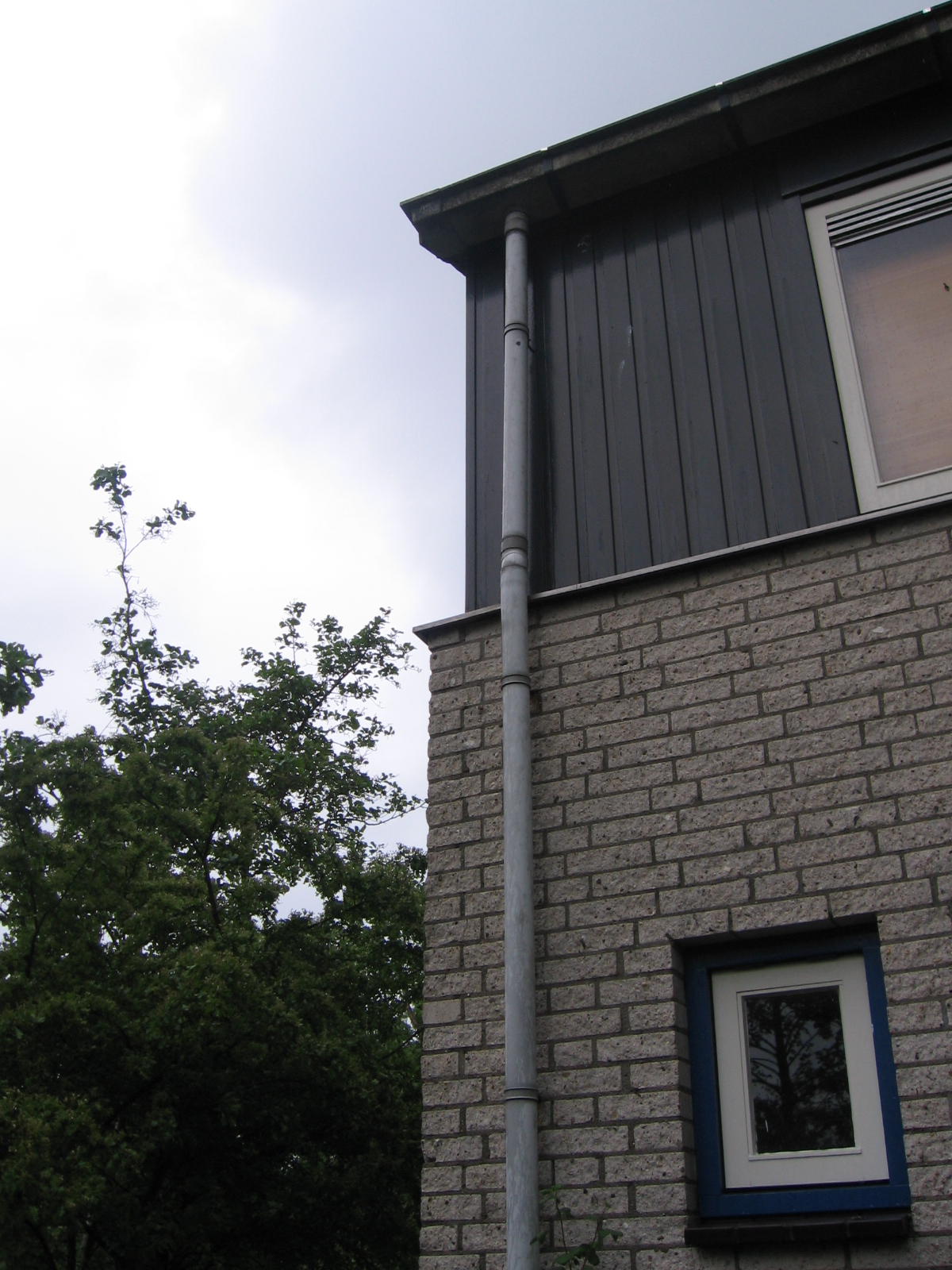
Stuprör

Stuprör (även stupränna) är ett lodrätt rör, hopkopplat med svagt lutande hängrännor längs takfoten på en byggnad. Stupröret ingår i byggnadens regnvatten- eller takavvattningssystem. Stuprörets funktion är att leda vatten till marken ur vägen för byggnadens vägg.